# Regeringen Koivisto I
Regeringen Koivisto I var Republiken Finlands 51:a regering. Fem partier ingick: SDP, Centerpartiet, Svenska folkpartiet, ASSF och DFFF. Ministären regerade från 22 mars 1968 till 14 maj 1970.
En av regeringens främsta bedrifter var den första inkomstpolitiska helhetsuppgörelsen i Finland som godkändes strax efter ministärens tillträde. Riksförlikningsmannen Keijo Liinamaa hade redan år 1967 förhandlat fram uppgörelsen med arbetsmarknadens parter som innebar att regeringen på nytt fick befogenheter att reglera pris- och lönenivån.

## Ministrar
| Minister                                                                                            | Ämbetsperiod                                                  | Parti             |
| --------------------------------------------------------------------------------------------------- | ------------------------------------------------------------- | ----------------- |
| Statsminister Mauno Koivisto Johannes Virolainen, ställföreträdare                                  | 22 mars 1968–14 maj 1970 22 mars 1968–14 maj 1970             | SDP Centerpartiet |
| Minister i statsrådets kansli Jussi Linnamo Margit Eskman                                           | 22 mars 1968–31 januari 1970 1 februari 1970–14 maj 1970      | SDP               |
| Utrikesminister Ahti Karjalainen                                                                    | 22 mars 1968–14 maj 1970                                      | Centerpartiet     |
| Justitieminister Aarre Simonen                                                                      | 22 mars 1968–14 maj 1970                                      | ASSF              |
| Inrikesminister Antero Väyrynen                                                                     | 22 mars 1968–14 maj 1970                                      | SDP               |
| Minister i inrikesministeriet Sulo Suorttanen                                                       | 22 mars 1968–14 maj 1970                                      | Centern           |
| Försvarsminister Sulo Suorttanen                                                                    | 22 mars 1968–14 maj 1970                                      | Centerpartiet     |
| Finansminister Eino Raunio                                                                          | 22 mars 1968–14 maj 1970                                      | SDP               |
| Minister i finansministeriet Ele Alenius                                                            | 22 mars 1968–14 maj 1970                                      | DFFF              |
| Undervisningsminister Johannes Virolainen                                                           | 22 mars 1968–14 maj 1970                                      | Centerpartiet     |
| Jordbruksminister Martti Miettunen                                                                  | 22 mars 1968–14 maj 1970                                      | Centerpartiet     |
| Minister för kommunikationsväsendet och allmänna arbetena Paavo Aitio                               | 22 mars 1968–28 februari 1970                                 | DFFF              |
| Minister i ministeriet för kommunikationsväsendet och allmänna arbetena Viljo Virtanen Veikko Helle | 22 mars 1968–31 december 1969 1 januari 1970–28 februari 1970 | SDP               |
| Trafikminister Paavo Aitio                                                                          | 1 mars 1970–14 maj 1970                                       | DFFF              |
| Handels- och industriminister Grels Teir                                                            | 22 mars 1968–14 maj 1970                                      | SFP               |
| Minister i handels- och industriministeriet Väinö Leskinen                                          | 22 mars 1968–14 maj 1970                                      | SDP               |
| Socialminister Anna-Liisa Tiekso                                                                    | 22 mars 1968–14 maj 1970                                      | DFFF              |
| Minister i socialministeriet Eemil Partanen                                                         | 2 april 1968–14 maj 1970                                      | Centern           |
| Arbetskraftsminister Veikko Helle                                                                   | 1 mars 1970–14 maj 1970                                       | SDP               |